# Radnička straža (Vukovar)
Radnička straža, bio je tjednik koji je izlazio u Gradu Vukovaru između 1. svibnja 1919. godine i 31. prosinca 1920. godine. 

## Povijest
Tjednik Radničku stražu, izdavala je Mjesna organizacija SRPJ (k) u Vukovaru. Uredništvo lista bilo je u Radničkome domu u Vukovaru. Prvi broj izašao je 1. svibnja 1919. godine. Izlazio je svake nedjelje ujutro. List je bio od vlasti onemogućivan i zabranjivan. U 1919. godini izašlo je, s prijekidima, 26 brojeva. U daljnjem izlaženju spriječila ih je Obznana. 31. prosinca 1920. godine naredbom broj 4288 upućenom Gradskom poglavarstvu na temelju banske naredbe broj 21 519 od 30. prosinca 1920. godine obustavljeno je izlaženje Radničke straže, kao i drugoga komunističkoga tiska u Kraljevstvu SHS.

## Suradnici
Ivan Malinar, Bogomil Herman

## Glavni urednici
- Nikola Smoljanović (1. svibnja 1919. - ?)
- N. Toth (? - ?)
- Pavao Steininger (? - ?)
- P. Tarle (? - ?)
- Bogomil Herman[5] (? - ?)